# ممتاز سوینچ
ممتاز سوینچ (ترکی استانبولی: [] Error: {{Lang}}: فاقد متن (راهنما)؛ ۹ فوریهٔ ۱۹۵۲ – ۲۴ ژانویهٔ ۲۰۰۶) هنرپیشه اهل ترکیه بود. او بازی در تئاتر را از سال ۱۹۷۸ آغاز کرد.